# Friedrich Thiersch
Pour les articles homonymes, voir Thiersch.
Friedrich Wilhelm Thiersch (1784–1860) est un érudit et pédagogue allemand.

## Biographie

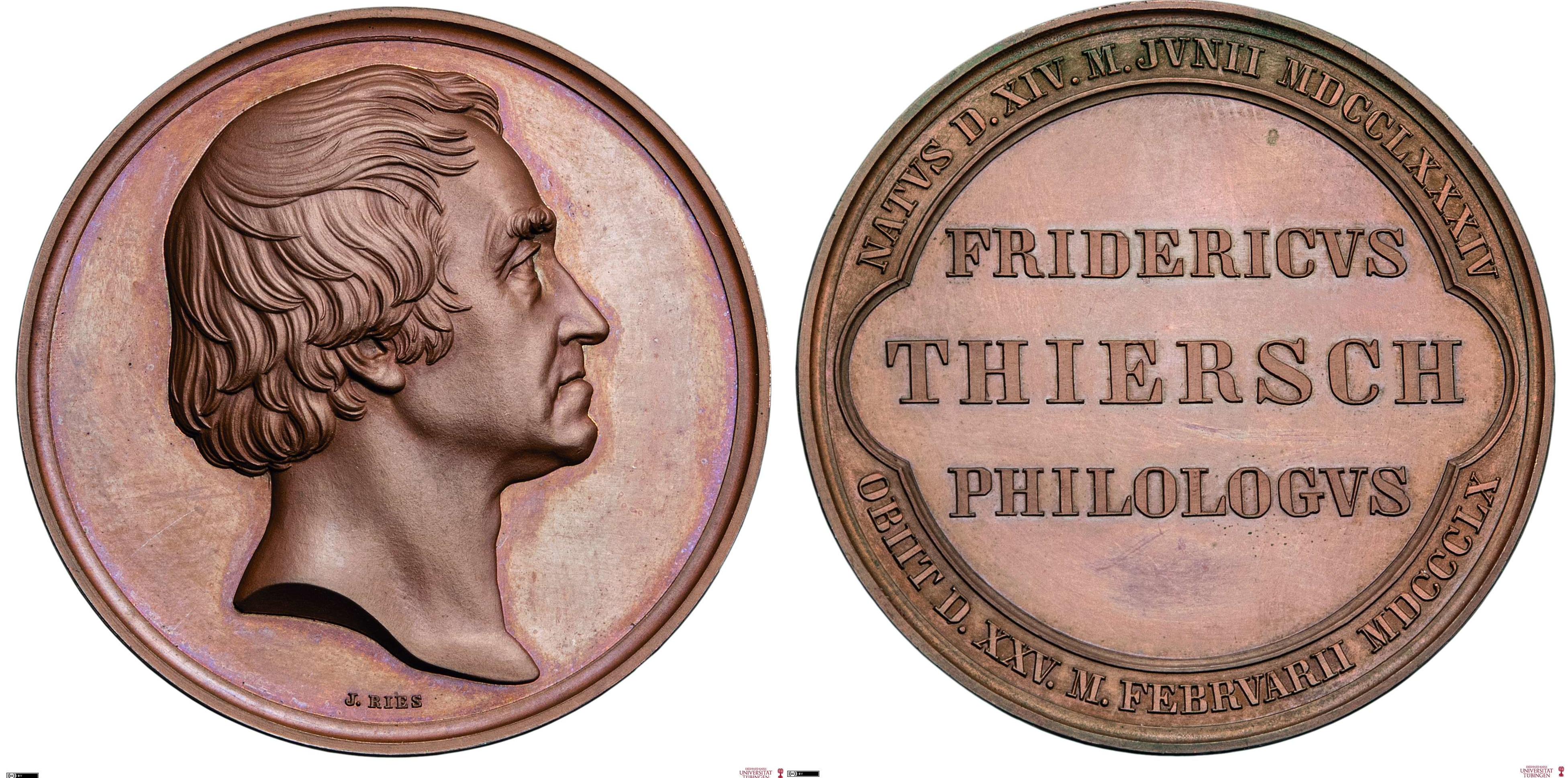
Médaille Friedrich Wilhelm Thiersch 1860

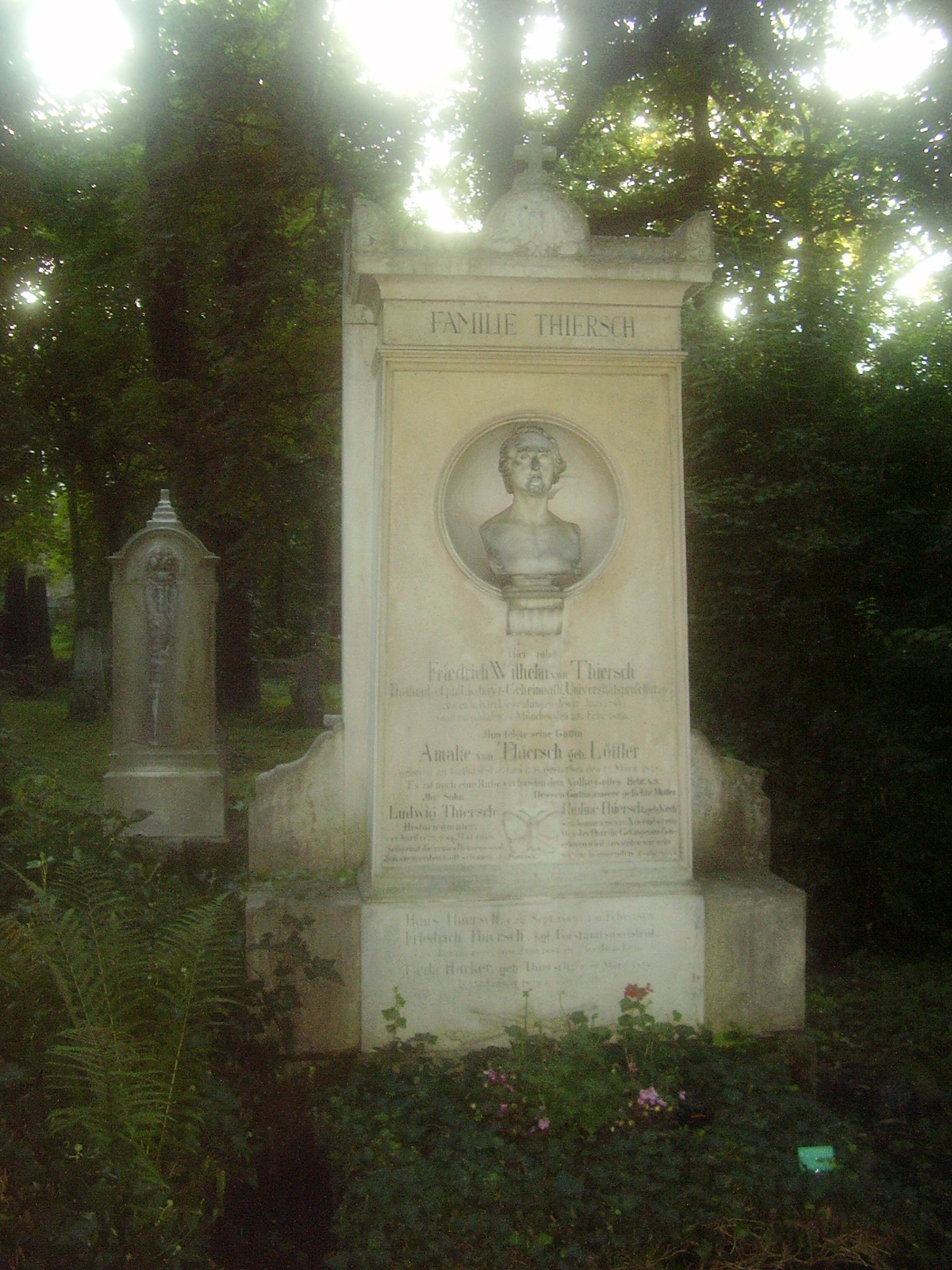
Tombe de la famille von Thiersch au cimetière du Sud (Munich).

Né à Kirchscheidungen près de Freyburg sur l'Unstrut (électorat de Saxe), il est nommé en 1809 professeur de littérature classique à Munich et fonde dans cette ville en 1812 un institut philologique. Il visite la Grèce de 1831 à 1832 après son indépendance et y prépare les esprits à l'élection d'un roi bavarois. Il publie à son retour De l'état actuel de la Grèce et des moyens d'arriver à sa restauration (1833). il écrit aussi sur les Écoles savantes (1826-37), et fait triompher un plan qui unit les études professionnelles aux études classiques.
Il y a une médaille pour Friedrich Thiersch.
On lui doit plusieurs ouvrages, dont : 
- Grammaire grecque pour les classes,
- Grammaire pour le dialecte d'Homère,
- une édition de Pindare, avec traduction.

Il a trois fils : le philologue et théologien Heinrich Wilhelm Josias Thiersch (de) (1817–1885), le chirurgien Carl Thiersch (de) (1822-1895), et le peintre Ludwig Thiersch (1825–1909).
Il est enterré à l'ancien cimetière du Sud (Munich).